# Elisabetta Foradori
Elisabetta Foradori, née à Mezzolombardo, est une vigneronne italienne. Elle est considérée comme une ambassadrice viticole du Trentin.

## Formation
Elisabetta Foradori étudie l'agriculture et la viticulture à l'institut agricole de San Michele all'Adige, anciennement établie par des Autrichiens. 
Elle reprend à son compte le domaine viticole familial situé dans la région du Haut Adige en Italie,, à la suite du décès brutal de son père en 1976 et de l'intérim de sa mère. Alors que la région se concentre sur l'industrialisation viticole, favorisant la quantité, elle se dirige vers de petites productions qualitatives. 
Pendant plus de 25 ans, elle entreprend une étude des cépages produits sur son domaine et en particulier des liens génétiques. Elle est considérée comme une ambassadrice viticole du Trentin,,.

## Vie privée
Fille de Roberto et Gabriella Foradori, son père décède en 1976 alors qu'elle a dix ans.
Elle a quatre enfants dont trois qui travaillent sur le domaine familial dans les Dolomites,,.

## Domaine
Le domaine des Foradori, initialement fondé en 1901, est inspiré par les enseignements de Rudolf Steiner. Le domaine est considéré dorénavant comme un des parangons viticoles de la région grâce à la résurrection d'un cépage oublié, le teroldego (en),,,. Cette politique de revitalisation dudit cépage fait partie intégrante de la vision familiale, utilisant également deux autres cépages autochtones : le manzoni bianco (en) et le nosiola (en).
L'entreprise comprend une quinzaine de parcelles différentes pour un total de 28 hectares. L'encépagement du domaine est constitué de 75 % de teroldego, 15 % de manzoni bianco, 5 % de nosiola et 5 % de pinot gris.
La production annuelle est en moyenne d'environ 165 000 bouteilles par an et le chiffre d'affaires d'environ deux millions d'euros.

## Philosophie
Elisabetta Foradori poursuit la philosophie du domaine en développant un écosystème agricole incluant la diversification et la complémentarité des productions : production d'olives, l'élevage animal, production de produits laitiers, de plantes tel que du blé,.
Concernant la viticulture, Foradori considère que certaines variétés doivent être reconstruites et que les méthodes ancestrales doivent être ramenées dans les pratiques viticoles actuelles. Cette vision explique l'implémentation de cépages autochtones produits sur le domaine alors que ces derniers proposent des rendements plus faibles que les cépages sélectionnés dans la viticulture industrielle pour l'importance des rendements,.
Le domaine procède à la mise en place d'une sélection massale, c'est-à-dire que les nouveaux pieds sont des greffons des pieds de vignes.
Le domaine s'investit dans le développement d'un écosystème vivant pour enrichir les formes de vie autour des vignes et s'impose ainsi dans la lignée des domaines travaillés en agriculture biodynamique,. Ce dernier est certifié depuis 2009,.